# ヒラ (ゲーム実況者)
ヒラ（年齢非公開）は、日本のゲーム実況者、タレントである。実況グループ「最終兵器俺達」に所属。愛称は「ヒラ」「ラーヒー」。

## 略歴
2009年11月15日、ゲーム実況グループ「最終兵器俺達」に加入し、メンバーとして活動を始める。加入前は助っ人。活動初期は黒いバラクラバを被っていた。
2014年9月7日、秋田県で行われた町会議で突然口元以外の素顔を公開した。現在はマスク姿と時々メガネ姿で活動している。
2021年5月12日、自身をバーチャルYouTuber化。以降、YouTube Liveでのゲーム実況や雑談は自身が作成した3Dアバターを使用しての配信となる。なお、実写出演などは引き続き行うことを発表している。
2023年3月16日にX（旧Twitter）上にて「ここ数年肉体的、精神的不調で活動を休む日も多くなっており、活動そのものを続けることが危うくなってきたので、ここで一旦明確な期限を定めず活動をお休みして自分の健康を取り戻すことに専念します。」と無期限の活動休止を宣言し。7月8日に活動再開を宣言した。

## 番組
- 24じかん、まるごとセガゲーム「ぷよじかんテレビ」（2013年2月3日）
- ラグナロクオンラインでヒラ（最終兵器俺達）さんと遊んでみた～しゃけくまと14人の生主たち13日目～（2013年6月2日）
- 自作ゲーム52作品24時間ぶっ通しゲーム実況（2013年6月16日）
- 黒川塾(十参)「ゲーム実況者たちに訊く・・・」（2013年11月1日）
- 「セインツロウ」シリーズ30時間ぶっ通しゲーム実況（2014年1月6日）
- 『ファイナルファンタジーV』48時間ぶっ通しゲーム実況 supported by Stride（2014年8月31日）
- Xbox One発売記念 24時間ティーヴィー/ニコワン#3（2014年9月3日）
- ゲーム実況バラエティ！ハンゲライブ 闇特集（2015年2月26日）
- 【新作ゲーム】ゲーム実況バラエティ　ハンゲームライブα×EOSの歩き方 #2（2015年4月22日）
- EOSの歩き方 #3（2015年5月12日）
- EOSの歩き方 #4（2015年5月26日）
- ゲーム実況バラエティHangameLive3×EOSの歩き方　#5（2015年6月11日）
- インディーゲーム倶楽部（2015年6月19日）
- ゲーム実況バラエティHangameLive3×EOSの歩き方　#6（2015年6月25日）
- EOSの歩き方 #7（2015年7月7日）
- EOSの歩き方 #8（2015年7月17日）
- EOSの歩き方 #9（最終回？！）（2015年7月24日）
- ゲーム実況バラエティHangameLive3×エルソード（2015年8月13日）
- ゲーム実況バラエティHangameLive3　夏のカジュアルゲーム特集（2015年8月27日）
- インディーゲーム倶楽部（2015年9月18日）
- 【蛇足＆ヒラ来店】ネオゲーム喫茶876★雇われ店長ドグマ出勤中【第2回】（2015年10月14日）
- 【蛇足＆ヒラ来店】ネオゲーム喫茶876★雇われ店長ドグマ出勤中【第4回】（2015年11月11日）
- ハンゲーム15周年記念放送！15時間スペシャル！15時間だよ？？（2015年11月15日）
- インディーゲーム倶楽部【闘TV】（2015年11月27日）
- 新作「シュタインズ・ゲートゼロ」発売記念 「シュタインズ・ゲート」特番【闘TV】（2015年12月5日）
- 【蛇足＆ヒラ来店】ネオゲーム喫茶876★雇われ店長ドグマ出勤中【第6回】（2015年12月9日）
- 【蛇足＆ヒラ来店】ネオゲーム喫茶876★雇われ店長ドグマ出勤中【第9回】（2016年2月3日）
- ルーンファクトリー公式生放送 『ルンファク』チャンネル ～新・ファンタジー生活応援SP～（2019年4月4日）
- ルーンファクトリー公式生放送 第2回『ルンファク』チャンネル～新・ファンタジー生活&恋愛SP～（2019年5月15日）
- ルーンファクトリー公式生放送 第3回『ルンファク』チャンネル ～新・ファンタジー生活＆バトルSP～（2019年6月26日）
- ルーンファクトリー公式生放送 第四回『ルンファク』チャンネル ～発売記念SP～（2019年7月25日）

## イベント
- ゲーム実況ナイト LEVEL 03（2013年10月19日）
- ニコニコ町ゲーム実況2014 in 秋田県角館 角館祭りのやま行事（2014年9月7日）
- ゲーム実況ナイト in 福岡 LEVEL 02（2014年11月9日）
- 駆け抜けろ！トライアルズ フュージョン実況 in ニコバー新宿（2014年11月29日）